# Glipodes bordoni
Glipodes bordoni es una especie de coleóptero de la familia Mordellidae.

## Distribución geográfica
Habita en  Venezuela.